# Чемпіонат світу з трекових велоперегонів 1939
Чемпіонат світу з трекових велоперегонів 1939 проходив з 26 серпня по 3 вересня 1939 року в Мілані, Італія. Змагання мали проходити у спринті та гонці за лідером серед професіоналів та у спринті серед аматорів. Проте через початок Другої світової війни відбувся лише спринт серед аматорів та фінал за третє місце у спринті серед професіоналів.

## Медалісти

### Чоловіки
Професіонали
| Дисципліна | Золото            | Срібло            | Бронза         |
| Спринт     | фінал не відбувся | фінал не відбувся | Альберт Ріхтер |

Аматори
| Дисципліна | Золото     | Срібло         | Бронза         |
| Спринт     | Ян Дерксен | Італо Астольфі | Герхард Пуранн |

## Загальний медальний залік
| Місце  | Країна             | Золото | Срібло | Бронза | Загалом |
| ------ | ------------------ | ------ | ------ | ------ | ------- |
| 1      | Нідерланди         | 1      |        |        | 1       |
| 2      | Королівство Італія |        | 1      |        | 1       |
| 3      | Третій Рейх        |        |        | 2      | 2       |
| Всього | Всього             | 1      | 1      | 2      | 4       |